# Валентин Бейкер
Валентин Бейкер (англ. Valentine Baker; 1 квітня 1827 — 17 листопада 1887), також відомий як Бейкер-паша, — британський генерал та молодший брат сера Семюела Бейкера. Найбільш відомий своєю участю в Російсько-турецькій війні (1877—1878) на боці Османської імперії.

## Біографія
Бейкер здобув освіту в Глостері та на Цейлоні, а в 1848 році вступив до Цейлонських стрільців як прапорщик. Незабаром він перейшов до 12-го уланського полку і брав активну участь у складі цього полку у 8-й Кафрській прикордонній війні 1852—1853 років. Під час Кримської війни Бейкер був присутній у битві на Чорній річці та під час падіння Севастополя, а в 1859 році став майором 10-го гусарського полку, а вже через рік отримав командування. Він обіймав цю посаду 13 років, протягом яких було досягнуто найвищої ефективності його людей, і поза полком він добре послужив своїй зброї своїми працями.
Він пройшов війни 1866 та 1870 років як спостерігач з німецькими арміями, а в 1873 році розпочав відому подорож через Великий Хорасан зі своїм другом Фредом Барнабі. Хоча він не зміг досягти Хівинського ханства, результати подорожі дали багато політичної, географічної та військової інформації, особливо щодо просування Росії в Середній Азії.
У 1874 році він повернувся до Англії та отримав посаду в штабі в Олдершоті.
Наступного року кар'єра Бейкера в британській армії закінчилася скандалом. Його було заарештовано за звинуваченням у непристойному нападі на молоду жінку у вагоні поїзда. Жінка, Ребекка Кейт Дікінсон, зрештою вчепилася за зовнішню сторону вагона, щоб врятуватися від нього. Справа дійшла до суду і викликала великий суспільний інтерес. Бейкер не пропонував жодного захисту і був засуджений до року тюремного ув'язнення та штрафу в 500 фунтів стерлінгів. Після цього його було звільнено зі служби.
Через два роки, залишивши Англію, він вступив на службу до Османської армії у війні з Росією. Спочатку на високій посаді в Османській жандармерії його незабаром перевели до штабу Мехмеда Алі-паші, а звідти він отримав командування піхотною дивізією. З цією дивізією Бейкер провів ар'єргардний бій під Ташкессеном проти військ Йосипа Гурка. Отримавши звання феріка (генерал-лейтенанта) за цей подвиг, він продовжував командувати ар'єгардом Сулеймана. Після миру він був призначений на адміністративну посаду в Османській Вірменії, де залишався до 1882 року. Цього року йому запропонували командування новоствореною Єгипетською армією, яке він прийняв. Однак після його прибуття до Каїра пропозицію було відкликано, і він отримав командування лише єгипетською поліцією. На цій посаді він присвятив значну частину своєї енергії підготовці жандармерії, яка, як він усвідомлював, стане резервом суто військових сил.
Коли спалахнула війна в Судані, Бейкер, поспішаючи з 3500 чоловіками на допомогу Токару, зустрів ворога під командуванням Османа Дігни біля Ель-Теба. Його люди, запанікувавши від першого ж натиску, були знищені. Сам Бейкер з кількома своїми офіцерами завдяки наполегливому бою зумів прорватися, але його сили були знищені. Незабаром британські війська прибули до Суакіна, і сер Джеральд Грем перейшов у наступ. Бейкер-паша супроводжував британські сили, ведучи їх у марші до місця своєї поразки, і у запеклій другій битві при Ель-Тебі був поранений.
Він залишався командувачем єгипетської поліції до своєї смерті в 1887 році.

## Праці
Серед книг, які він написав, є:
- «Наші національні оборони» (1860)
- «Війна в Болгарії, розповідь про особистий досвід» (Лондон, 1879)
- «Хмари на Сході» (Лондон, 1876).

## Родина
13 грудня 1865 року він одружився з Фанні (єдиною дитиною Френка Вормалда з Поттертон-Холу, Аберфорд), від цього шлюбу було дві дочки, молодша з яких пережила батька і вийшла заміж за сера Джона Кардена, баронета.